# پوماره چهارم

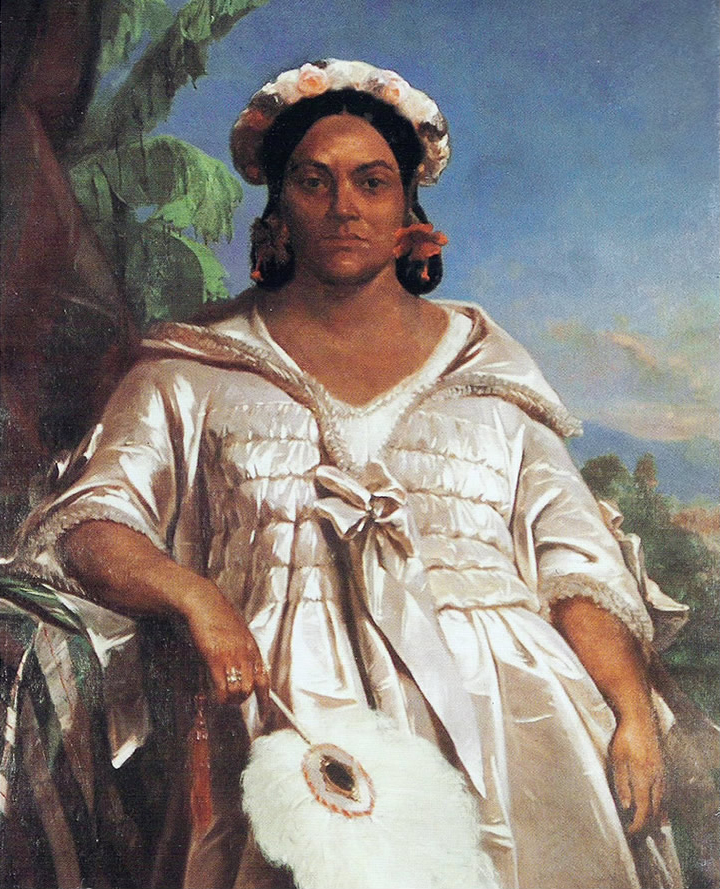
ملکه پوماره چهارم اثر شارل ژیرو موزه کوای برانلی – ژاک شیراک

پوماره چهارم (زاده: ۲۸ فوریه ۱۸۱۳، متوفی: ۱۷ سپتامبر ۱۸۷۷)، نام کامل به زبان محلی 
(به تاهیتیایی: ʻAimata Pōmare IV Vahine-o-Punuateraʻitua) که به نام «آیماتا» 
(به تاهیتیایی: Aimata)، به معنی «چشم‌خوار»، نیز شناخته می‌شود (اشاره به رسوم قدیمی بومیان در خوردن چشمان دشمن شکست خورده دارد)، او ملکه تاهیتی بین سالهای ۱۸۲۷ الی ۱۸۷۷ و چهارمین فرمانروای پادشاهی تاهیتی از دودمان پوماره بود.

## خانواده
پوماره ، دختر پوماره دوم از همسر دوم وی تری ایتو اوته رای-موئه-موئه 
(به تاهیتیایی: Teriʻitoʻoterai Tere-moe-moe) و نوه پوماره یکم بنیانگذار پادشاهی تاهیتی بود.
او پس از فوت برادرش پوماره سوم، زمانی که تنها ۱۴ سال داشت، به عنوان فرمانروای تاهیتی انتخاب شد.

## زندگی‌نامه
در سال ۱۸۴۳، فرانسوی‌ها تاهیتی را تحت الحمایه دولت متبوع خود اعلام نموده و فرمانداری را در پاپت منصوب نمودند. ملکه در برابر مداخله فرانسه مبارزه ای نابرابر و نافرجام داشت و به پادشاه فرانسه لوئی فیلیپ و ملکه ویکتوریا نامه نوشت و از دولت بریتانیا درخواست مداخله را نموده، که البته بی‌نتیجه بود و در اعتراض به تبعید خود خواسته خود به رایاتئا، تن داد.آنچه پس از آن رخ داد، جنگ خونین فرانسه و تاهیتی بود، که از سال ۱۸۴۳ تا ۱۸۴۷ ادامه یافت و تمامی پادشاهی‌های جزایر انجمن را درگیر خود نمود. تاهیتیایی‌ها متحمل تلفات سنگینی شدند، اما آمار کشته شدگان فرانسوی‌ها نیز زیاد بود. اگرچه در این جنگ، بریتانیایی‌ها به دولت تاهیتی کمک نکردند، اما آنها به‌طور جدی فرانسه را محکوم کرده و تقریباً جنگ بین دو قدرت در اقیانوس آرام آغاز شد. این درگیری‌ها با شکست نیروهای تاهیتیایی در قلعه فائوتائوآ خاتمه یافت. اگرچه فرانسوی‌ها پیروز شدند، اما به دلیل فشار دیپلماتیک بریتانیای کبیر نتوانستند جزیره را به قلمروهای خود ضمیمه کنند، بنابراین تاهیتی و موئورئا به حکومت‌های تحت الحمایه فرانسه تبدیل شدند. یک بند برای حل و فصل جنگ این بود که متحدان ملکه پوماره در هواهین، رایاتئا و بورا بورا، کماکان اجازه داشتند، تا مستقل باقی بمانند.

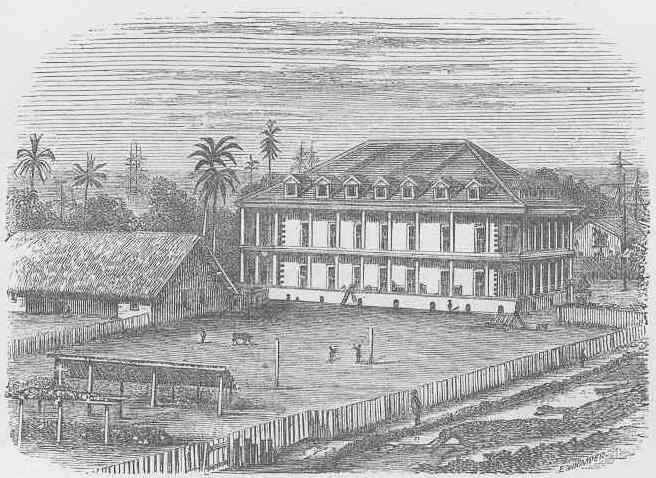
کاخ ملکه پوماره در تاهیتی (نشریه انجمن مبلغان لندن، ۱۸۶۹، صفحه ۳۰)

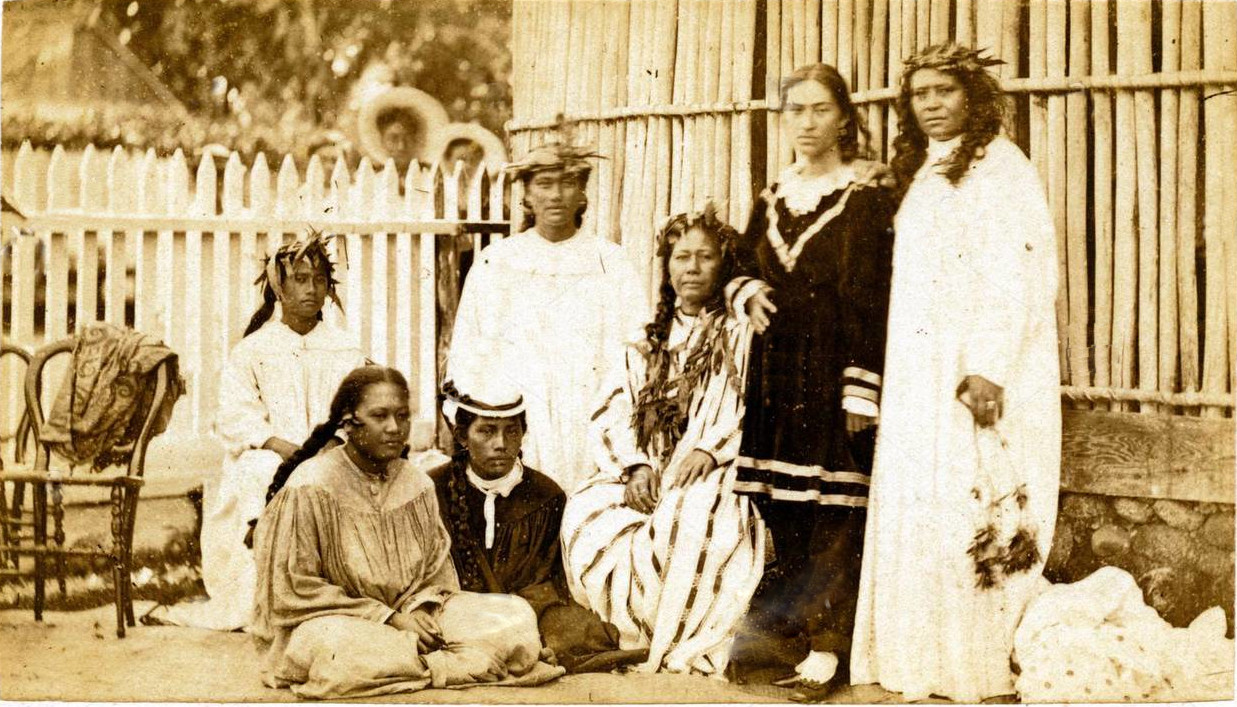
ملکه پوماره و چند تن از درباریان در سال ۱۸۷۰

ملکه پوماره چهارم در نهایت تسلیم شده و از سال ۱۸۴۷ تا ۱۸۷۷ زیر نظر دولت فرانسه، فرمانروایی نمود.او تلاش کرد تا فرزندانش را در مناصب قدرت در تاهیتی و سایرجزایر بادپناه مستقر نماید. از میان فرزندان متعدد ملکه پوماره چهارم، سه تن از ایشان بر سریر سلطنت نشستند: پوماره پنجم پادشاه تاهیتی (دوران پادشاهی ۱۸۷۷ الی۱۸۸۰)، تریی مائه وا رئوا دوم ملکه بورا بورا (دوران فرمانروایی۱۸۶۰ الی ۱۸۷۳)، تاماتوا پنجم پادشاه رایاتئا-تاهاآ (دوران حکومت ۱۸۵۷ الی ۱۸۷۱)
پوماره چهارم در ۱۷ سپتامبر ۱۸۷۷ درگذشت. وی در مقبره سلطنتی، پاپااوآ، در آرو به خاک سپرده شده است. پسر وی پوماره پنجم که در سالهای ۱۸۷۷ تا ۱۸۸۰ پادشاهی نمود، جانشین وی شد.

## فرزندان
در دسامبر سال ۱۸۲۲، پوماره با پادشاه آینده بورا بورا و تاهاآ، تاپوآ دوم ازدواج نمود.در سال ۱۸۳۰، ناوچه اچ ام اس سرینگاپاتام از تاهیتی بازدیدی داشت، و ناخدای این کشتی بریتانیایی ویلیام والدگریو با کمی تعجب در دفتر خاطرات خود خاطرنشان کرد که پوماره در آن زمان شانزده ساله بود و ازدواج کرده بود، اما فرزندی نداشت.این ازدواج بدون فرزند ماند و با درخواست جدایی از طرف ملکه به دلیل عقیم بودن تاپوآ به پایان رسید.